# 凯里姆沙洛姆
凯里姆沙洛姆（希伯來語：כֶּרֶם שָׁלוֹם）是一个位于以色列南部区艾希科爾地區議會的基布兹。凯里姆沙洛姆紧邻加沙地带，并位于以色列与埃及边界的以色列一侧。凯里姆沙洛姆是加沙、以色列和埃及之间的三个主要过境点之一。这里是货物进入的主要通道。